# Єрцу
Єрцу (італ. Jerzu, сард. Iersu) — муніципалітет в Італії, у регіоні Сардинія, провінція Ольястра.
Єрцу розташоване на відстані близько 350 км на південний захід від Рима, 75 км на північний схід від Кальярі, 21 км на південний захід від Тортолі, 12 км на південь від Ланузеі.
Населення — 3179 осіб (2014).

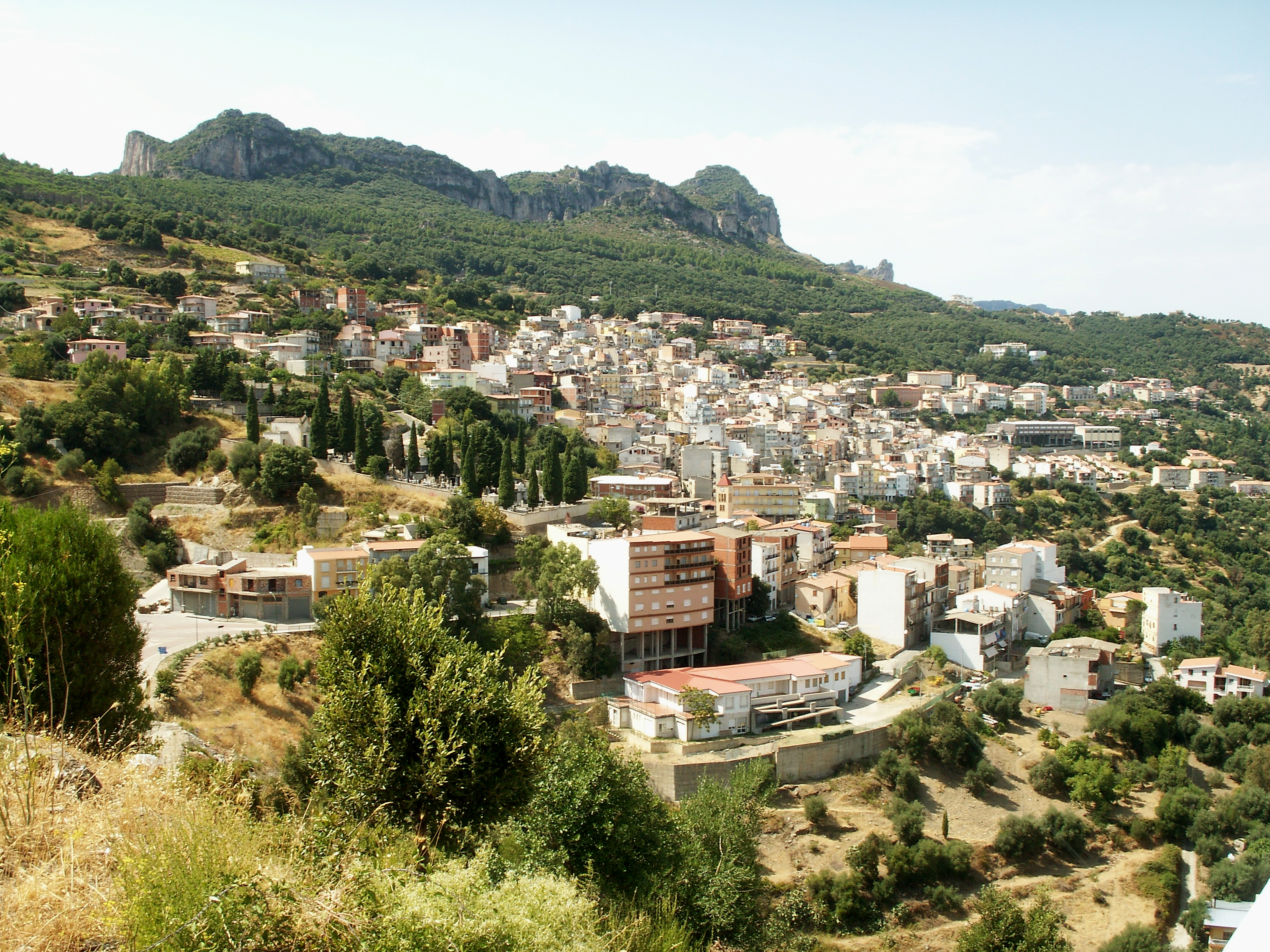

Щорічний фестиваль відбувається 2 червня. Покровитель — Sant'Erasmo. Місто розташоване на сході Сардинії на здебільшого горбистій поверхні.

## Історія
Перша згадка про місто датується 1130 року.
Місто багате виноградниками та фруктовими садами. У місті розташовані багато приватних клінік та санаторіїв

## Демографія
Населення за роками:

Станом на 1 січня 2023 року в муніципалітеті офіційно проживали 33 іноземці з 18 країн, серед них 11 громадян країн Євросоюзу та 1 громадянин України.

## Сусідні муніципалітети
- Арцана
- Кардеду
- Гаїро
- Ланузеі
- Озіні
- Тертенія
- Улассаї
- Віллапутцу